# مایک پارکر پیرسون
مایکل (مایک) پارکر پیرسون (انگلیسی: Mike Parker Pearson؛ زادهٔ ۲۶ ژوئن ۱۹۵۷) انسان‌شناس، باستان‌شناس، و استاد دانشگاه اهل بریتانیا است. تخصص پیرسون در باستان‌شناسی مرگ و آیین‌های دفن است و با جملهٔ «مردگان خودشان را دفن نمی‌کنند» شناخته می‌شود. او استاد دانشگاه شفیلد است و مدیریت پروژه استون‌هنچ ریورساید بر عهده داشته‌است. از آثار او می‌توان به کتاب «استون‌هنج: بررسی عظیم‌ترین راز عصر حجر» اشاره کرد.